# 징글
징글(jingle)은 라디오 방송 따위에서 광고의 개시와 종료, 악곡·코너의 교체 등 방송의 마디마다 삽입되는 짧은 음악 따위의 총칭이다. 사운드 디자이너나 작곡가에 의해 제작되며 이것들은 텔레비전 방송에 있어서의 아이캐치에 상당하는 것이다.